# Cephalophus jentinki
Cephalophus jentinki або Дуїкер Джентінка, також відомий як гіді-гіді в Кріо і кайкуловулей в Менде — вид парнокопитних ссавців родини Бикові (Bovidae). Це невелика антилопа, що живе у лісах південної Ліберії, південно-західного Кот-д'Івуару, а також окремими популяціями в Сьєрра-Леоне. Названий на честь Фредерікуса Джентінка, нідерландського зоолога.
Дуїкер Джентінка висотою в середньому 80 см в плечах, і важить около 70 кг, що робить його одним із найбільших серед дуїкерів. Голова і шия темного кольору, решта тіла світло-сіра. Біла смуга проходить плечима між цими двома кольорами і поєднується з білим животом. Ці антилопи мають довгі тонкі роги, вони трохи загинаються на кінцях і мають довжину від 14 до 21 см.
Дуїкери Джентінка живуть в густих тропічних лісах, де їдять фрукти, листя, квіти, а також пагони, корінці. Дошкуляючи фермерам, воли ласують пальмовими горіхами, манго і какао-бобами. Вони ведуть нічний спосіб життя і ховаються вдень в густих заростях.
Вперше були визнані окремим видом в 1884 році, аде не були описані до 1892. Потім їх не спостерігали в природі аж до 1948 року, коли в Ліберії знайшли череп. З 1960 за дуїкерами Джентінка ведеться спостереження.
Немає точних відомостей про чисельність виду. В 1999 було підраховано, що в природі знаходяться приблизно 3500 дуїкерів Джентінка, але в наступному році припустили, що їх, скоріш за все, залишилось менше 2000. Їм загрожують знищення середовищ проживання і промислове полювання.